# Станкосиб
Станкосиб — механический и чугунномеднолитейный завод, расположенный в Октябрьском районе Новосибирска. Производит дерево- и металлообрабатывающее оборудование. Действует с 1931 года. Генеральный директор — Максим Андреевич Бец.

## История
В 1928 году небольшую ремесленно-кустарную мастерскую передали в ведение деткомиссии по ликвидации беспризорничества и присвоили название — производственно-учебный комбинат при Запсибкрайдеткомиссии. Мастерская превратилась в крупную организацию, здесь юноши и девушки стали осваивать различные специальности: токарь, кузнец, слесарь, литейщик, инструментальщик, столяр, швейник и т. д.
В 1930 году началась постройка «Чугунно-медно-литейного и механического завода Запсибкрайдеткомиссии», а в 1931 году он был введён в эксплуатацию.
Первоначально предприятие изготавливало специальные расточные, поперечно-строгальные, токарные и токарно-винторезные станки.
Во время Великой Отечественной войны завод производил компоненты к авиационным реактивным снарядам, снарядные гильзы, детали для мин и реактивных снарядов «катюш», а также создавал детали для сельскохозяйственных машин, шабровочные машины, фасонно-токарные и расточные станки.
Впоследствии предприятие продолжило изготовление станков, совершенствуя их характеристики (в их числе токарные полуавтоматы, обрабатывающие центр).
По данным на 2000 год завод выпускал топливораздаточные колонки «Иня» для автозаправочных станций и разнотипные деревообрабатывающие станки.

## Руководители
- Ф. Т. Земляникин (1930—1933)
- И. А. Зобнин (1933—1942)
- Слиозберг (1942—1951)
- Полуэктов (1951—1952)
- Алтабаев (1952—1954)
- И. А. Сборщиков (1954—1956)
- А. С. Силаев (1956—1965)
- В. Е. Чижов (1965—1972)
- Ю. Д. Фролов (1972—1983)
- М. Г. Севергин (1983—1985)
- Е. А. Саврасов (1985—1988)
- А. Х. Бец (1988—2002)
- С. Б. Шотт (2002—?)
- М. А. Бец